# Apteranabropsis tonkinensis
Apteranabropsis tonkinensis is een rechtvleugelig insect uit de familie Anostostomatidae. De wetenschappelijke naam van deze soort is voor het eerst geldig gepubliceerd in 1906 door Rehn.